# Acacia blakelyi
Acacia blakelyi är en ärtväxtart som beskrevs av Joseph Henry Maiden. Acacia blakelyi ingår i släktet akacior, och familjen ärtväxter. Inga underarter finns listade i Catalogue of Life.